# スティーヴン・シフ
スティーヴン・シフ（Stephen Schiff）はアメリカの脚本家、プロデューサー、ジャーナリストである。彼は『ザ・ニューヨーカー』や『ヴァニティ・フェア』での執筆活動、『ロリータ』、『トゥルー・クライム』、『ウォール・ストリート：マネー・ネバー・スリープス』の脚本、そしてFXのテレビシリーズ『ジ・アメリカンズ』でのライター兼プロデューサーとしての仕事で最も知られている。

## 初期の人生
シフはコロラド州リトルトンで育った。彼はウェズリアン大学を卒業した。

## キャリア
シフはボストン・フェニックスでライターとしてのキャリアを始め、そこで首席映画評論家および映画編集者となり（デビッド・デンビーの後任）、オーウェン・グライバーマンやデビッド・エデルスタインなどの評論家を採用し、指導した。
1983年、シフは批評部門でピューリッツァー賞の最終候補者に選ばれた。同年後半、彼は『ヴァニティ・フェア』の特任評論家に任命され、1992年までその地位を務めた。その後、『ザ・ニューヨーカー』のスタッフライターとなり、特に文化的な人物像を専門に扱い、その多くが彼の連載「カルチュラル・パースーツ」に掲載された。取り上げた人物には、スティーヴン・スピルバーグ、V・S・ナイポール、スティーヴン・ソンドハイム、オリヴァー・ストーン、ミュリエル・スパーク、エドワード・ゴーリーなどがいる。
1987年から1996年まで、シフはナショナル・パブリック・ラジオの番組「フレッシュ・エア」の映画評論家も務めた。彼は全米映画批評家協会の会長を3期務め、CBSテレビのプライムタイムのニュースマガジン番組「ウェスト57th」の特派員として2シーズン出演した。同番組の他の特派員にはスティーヴ・クロフトやメレディス・ヴィエイラが含まれていた。
1995年、シフは当時の映画プロデューサー、リチャード・ザナックからウラジミール・ナボコフの小説『ロリータ』の脚本化を依頼された。これはシフの初めての脚本であり、論争を呼んだこの作品はエイドリアン・ライン監督によって映画化され、1998年に公開された。ニューヨーク・タイムズの評論家キャリン・ジェームズはレビューで、「スティーヴン・シフの鋭く忠実な脚本は、ナボコフの機知と抒情性に敏感に反応している」と評した。
シフは2003年に『ザ・ニューヨーカー』を退職し、専業の脚本家となった。彼のその後の映画作品には、ミシェル・ファイファー主演の『ディープ・エンド・オブ・オーシャン』（1999年）、クリント・イーストウッドが監督・主演を務めた『トゥルー・クライム』（1999年）、1987年の映画『ウォール・ストリート』の続編であるオリヴァー・ストーン監督の『ウォール・ストリート：マネー・ネバー・スリープス』（2010年）、そして『アメリカン・アサシン』（2017年）が含まれる。

## フィルモグラフィ
- Lolita (1997)
- The Deep End of the Ocean (1999)
- True Crime (1999)
- Wall Street: Money Never Sleeps (2010)
- Ultimate Rush (2011–2017) (episodes)
- The Americans: "A Little Night Music" (2014)
- The Americans: "Yousaf" (with Stuart Zicherman) (2014)
- The Americans: "Salang Pass" (2015)
- The Americans: "Experimental Prototype City of Tomorrow" (2016)
- The Americans: "The Magic of David Copperfield V: The Statue of Liberty Disappears" (2016)
- The Americans: "Crossbreed" (2017)
- The Americans: "Darkroom" (2017)
- American Assassin (2017)
- Super Pumped: The Battle for Uber: "War" (2022)
- Andor: "Announcement" (2022)

## ビブリオグラフィー
- Bruccoli, Matthew Joseph; Baughman, Judith; le Carre, John (2004), Conversations With John Le Carre (Literary Conversations Series), Mississippi: University Press of Mississippi, pp. 93–106, ISBN 1-57806-669-7
- Gorey, Edward; Wilkin, Karen (2001), Ascending Peculiarity: Edward Gorey on Edward Gorey: Interviews, San Diego, California: Harcourt, pp. 136–157, ISBN 0-15-100504-4
- Huffhines, Kathy Schulz (1991), Foreign affairs: the National Society of Film Critics' video guide to foreign films, San Francisco: Mercury House, ISBN 1-56279-016-1
- Jameson, Richard T. (1994), They went thataway: redefining film genres: a National Society of Film Critics video guide, San Francisco: Mercury House, ISBN 1-56279-055-2
- Jussawalla, Feroza F. (1997), Conversations with V. S. Naipaul, Mississippi: University Press of Mississippi, pp. 135–153, ISBN 0-87805-946-6
- Keough, Peter; Society of Film Critics, National (1995), Flesh and blood: the National Society of Film Critics on sex, violence, and censorship, San Francisco: Mercury House, ISBN 1-56279-076-5
- Lupack, Barbara Tepa (1998), Critical essays on Jerzy Kosinski, New York: G.K. Hall, pp. 221–235, ISBN 0-7838-0073-8
- Rainer, Peter (1992), Love and hisses: the National Society of Film Critics sound off on the hottest movie controversies, San Francisco: Mercury House, ISBN 1-56279-031-5
- Schiff, Stephen (1998), Lolita: The Book of the Film, Milwaukee: Applause Books, p. 226, ISBN 1-55783-354-0
- Schiff, Stephen (April 30, 2000), “Summer Films: Screen play -- Edith Wharton Gets the Treatment (3 Ways); Meeting Cute on a Far Planet: The Bibliodromist Knows Best”, The New York Times 2009年8月13日閲覧。
- Spielberg, Steven; Notbohm, Brent; Friedman, Lester D. (2000), Steven Spielberg: interviews, Mississippi: University Press of Mississippi, pp. 170–192, ISBN 1-57806-113-X
- Sragow, Michael (1990), Produced and abandoned: the best films you've never seen, San Francisco: Mercury House, ISBN 0-916515-84-2
- Stoppard, Tom; Delaney, Paul (1994), Tom Stoppard in conversation, Michigan: University of Michigan Press, pp. 212–224, ISBN 0-472-06561-0
- Thiroux, Emily (1997), Cultures: diversity in reading and writing, Upper Saddle River, NJ: Prentice Hall, ISBN 0-13-400128-1pp. 96–105